# Nassella clarazii
Nassella clarazii es una especie de fanerógama,perteneciente a la familia de las poáceas.  

## Distribución
Es originaria de Argentina y Uruguay.

## Taxonomía
Nassella clarazii fue descrita por  (Ball) Barkworth y publicado en Taxon (39(4): 609. 1990
Sinonimia
- Stipa clarazii Ball
- Stipa clarazii var. bulbosa Speg.
- Stipa clarazii var. clarazii
- Stipa quadrifaria Kuntze[3][4]